# 睾丸白膜
睪丸白膜又稱白膜，是覆盖睾丸的结缔组织。它是一层致密的蓝灰色生物膜，由一束束白色结缔组织组成，它的名字 "白膜 "就是由此而来。